# Patterson (California)
Patterson è una città degli Stati Uniti d'America, situata in California, nella contea di Stanislaus.